# Neckera neckeroides
Neckera neckeroides là một loài Rêu trong họ Neckeraceae. Loài này được (Broth.) Enroth & B.C. Tan miêu tả khoa học đầu tiên năm 1994.